# Polyplectropus unicolor
Polyplectropus unicolor is een schietmot uit de familie Polycentropodidae. De soort komt voor in het Oriëntaals gebied.